# Sergueï Bakhrouchine
Sergueï Vladimirovitch Bakhrouchine (en russe : Сергей Владимирович Бахрушин) (26 septembre 1882 (8 octobre dans le calendrier grégorien), Moscou - 8 mars 1950, Moscou) est un historien soviétique russe, membre-correspondant de l'Académie des sciences d'URSS (1939), membre de l'Académie russe d'Enseignement (APN RSFSR) (1945).

## Carrière
Il effectue ses études secondaires au lycée Tsarévitch-Nicolas.
Disciple de Vassili Klioutchevski et de Matveï Lioubavski, il est diplômé en 1904 de l'université impériale de Moscou. 
À partir de 1909, il poursuit un doctorat, puis enseigne en 1927 jusqu'à la fin de sa vie comme professeur à l'université d'État de Moscou. Il est arrêté en 1930 dans le cadre de l'Affaire de l'Académie pendant les années de la répression stalinienne.
En 1937, il a également travaillé à l'Institut d'histoire de l'Académie des sciences d'URSS ; de 1940 à 1950, il dirige la section du monde médiéval. C'est à cette occasion qu'il condamne  en 1937 les méthodes de Pokrovski ainsi que de toute l'école historique du matérialisme économique (Nikolski, Rojkov). Il dénonce leur « nihilisme » et réhabilite l'histoire culturelle, s'attachant ainsi à montrer les apports matériels de Byzance (pour satisfaire à la doxa marxiste), mais aussi les aspects culturels et spirituels niés par Pokrovski, notamment l'appartenance à partir de cette époque de la Russie au christianisme et à la civilisation européenne. Cette ligne d'interprétation redonnant de l'importance à Byzance et au christianisme sera acceptée par l'historiographie soviétique postérieure.
Les domaines de recherche de Bakhrouchine étaient extrêmement larges : depuis la Russie kiévienne jusqu'au XIXe, sur certains personnages-clés du développement historique de la Russie. Bakhrouchine a œuvré à la vulgarisation de l'histoire, notamment par la supervision de manuels scolaires.
Bakhrouchine, en parlant de ses recherches, distinguait 4 domaines :
1. l'histoire de l'État russe XVe-XVIIe siècle
2. l'histoire de la Rus' de Kiev
3. l'histoire de la Sibérie
4. autres œuvres

## Œuvres
Il a été rédacteur en chef et coauteur de l'œuvre collective de l'Histoire de Moscou (v. 1-2, 1952, 1953), Essais sur l'histoire de l'URSS (1953), a participé à la rédaction d'une Histoire de la diplomatie (1941, Prix d'État de l'URSS, 1942), et de manuels scolaires d'histoire de l'URSS pour l'enseignement secondaire.